# Piperachină
Piperachina este un medicament antimalaric derivat de chinolină, fiind utilizat în tratamentul malariei necomplicate produse de Plasmodium falciparum. Este disponibil în asociere cu artenimol sau cu arterolan.